# Hwaŏm sa
Hwaŏm sa (kor. 화엄사, także Hwaeom) – jeden z największych koreańskich klasztorów buddyjskich. Znajduje się w prowincji Chŏllanam (Jeollanam) w Korei Południowej. Zbudowany został na południowym zboczu góry Chiri.

## Historia klasztoru
Miejsce pod jego budowę na górze Chiri wybrał mnich indyjski Yon'gi Taesa w roku 554 i rozpoczął jego wznoszenie. Ostatecznie rozbudowany został w 634 przez Ŭisanga i poświęcony buddzie Piroch'anie (Wajroczanie; skt Vairocana), głównemu obiektowi kultu szkoły hwaŏm (chiń. huayanzong). Już w X w. stał się jednym z dwu głównych centrów szkoły hwaŏm w kraju. Drugim takim ośrodkiem był Haein sa. Po podziale tej tradycji na dwa główne odłamy, Hwaŏm sa przewodził tzw. tradycji "południowej góry" prowadzonej przez mistrza Kwanhye (zm. 936), a Haein sa – tradycji "północnej góry" prowadzonej przez mistrza Huiranga. "Południowa góra" związana była z naukami Fazanga, a "północna góra" z naukami Ŭisanga.
W Pałacu Nirwany (skt. Nirvāna) przechowywane są relikwie (skt. śarira) Buddy. Hala główna pochodzi z 1630 i jest wspaniałym przykładem architektury środkowego okresu Choson (Yi).
Na wschodzie od niej znajduje się hala Sądu z malowidłami przedstawiającymi piekło. Na zachodzie – hala Awalokiteśwary.
Do najcenniejszych obiektów klasztoru należą: trzykondygnacyjna lwia Sarit'ap (pagoda Buddy Siakjamuniego) (Skarb Narodowy nr 35), największa kamienna latarnia w Korei 6-metrowej wysokości (Skarb Narodowy nr 12), zbudowana przez Ŭisanga w 670 i (na lewo od hali głównej) dwupiętrowa hala Oświeconego Cesarza (Buddy) Kakhwangjŏn (Skarb Narodowy nr 67; zniszczona w 1592, została odbudowana w 1797). Znajduje się tu także jeden z najstarszych dzwonów buddyjskich.
Klasztor został zniszczony w 1592 podczas inwazji japońskiej na Koreę. Do tego czasu znajdowała się w nim cała Sutra Avatamsaka wycięta w kamiennych blokach, które zostały zniszczone przez Japończyków. Został on odbudowany w latach 1630–1636 przez mistrza Pyŏgama Kaksŏnga. Resztki wspomnianych kamiennych bloków znajdują się obecnie w głównym gmachu klasztoru.
Jest to 19. parafialna świątynia Korei; stąd zarządza się 70 innymi klasztorami i świątyniami.

## Adres klasztoru
- 12, Hwangjeon-ri, Masan-myeon, Gurye-gun, Jeollanam-do, Korea Południowa

### Galeria

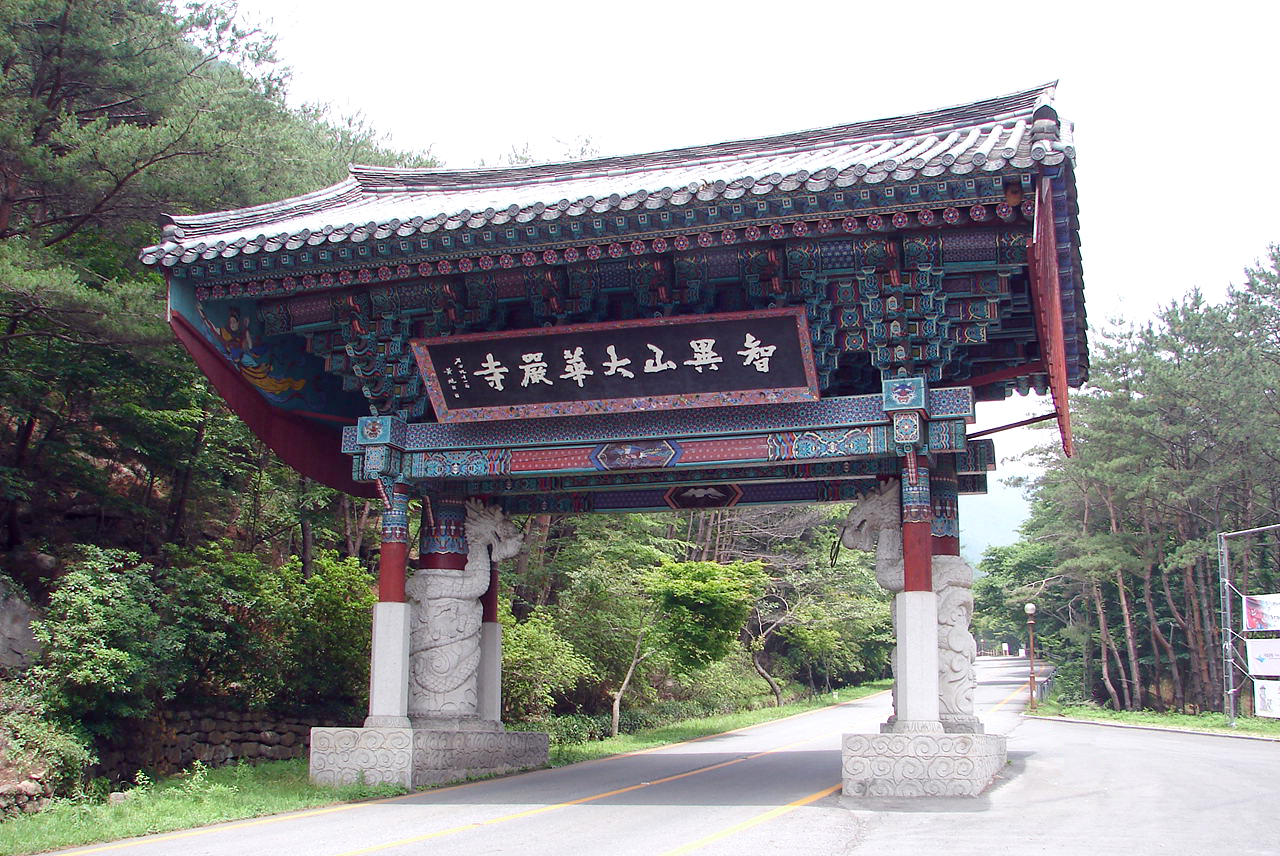
Brama wejściowa
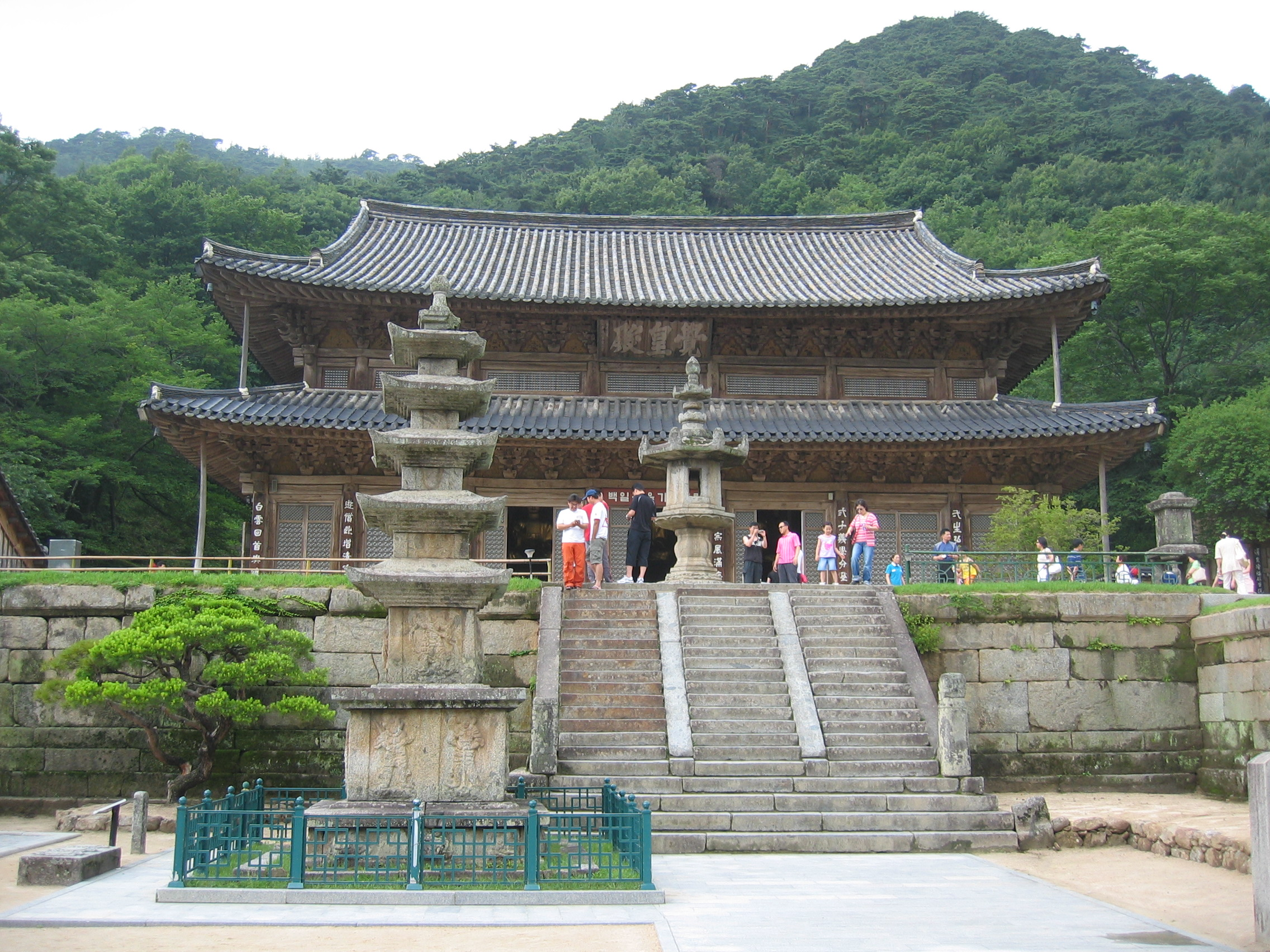
Kakhwangjŏn (Skarb Narodowy nr 67)
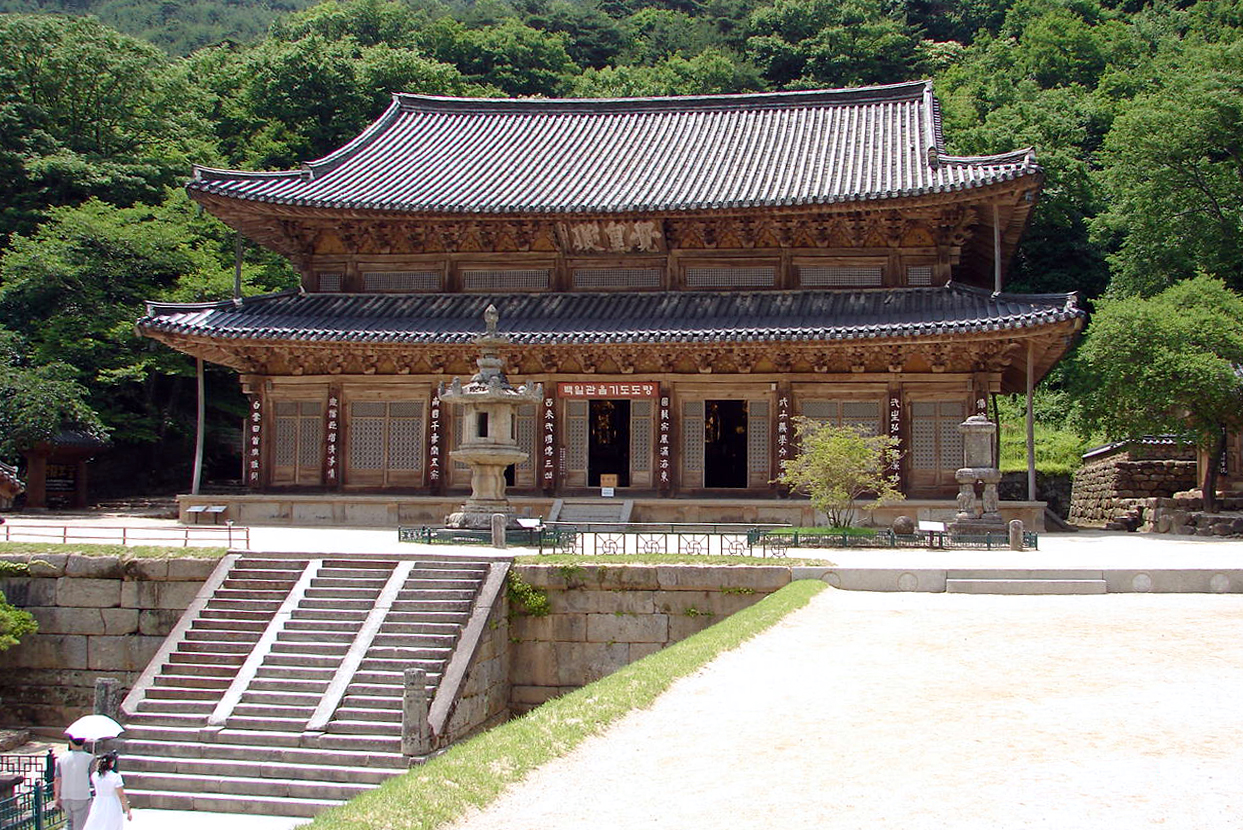
Kakhwangjŏn (Skarb Narodowy nr 67)
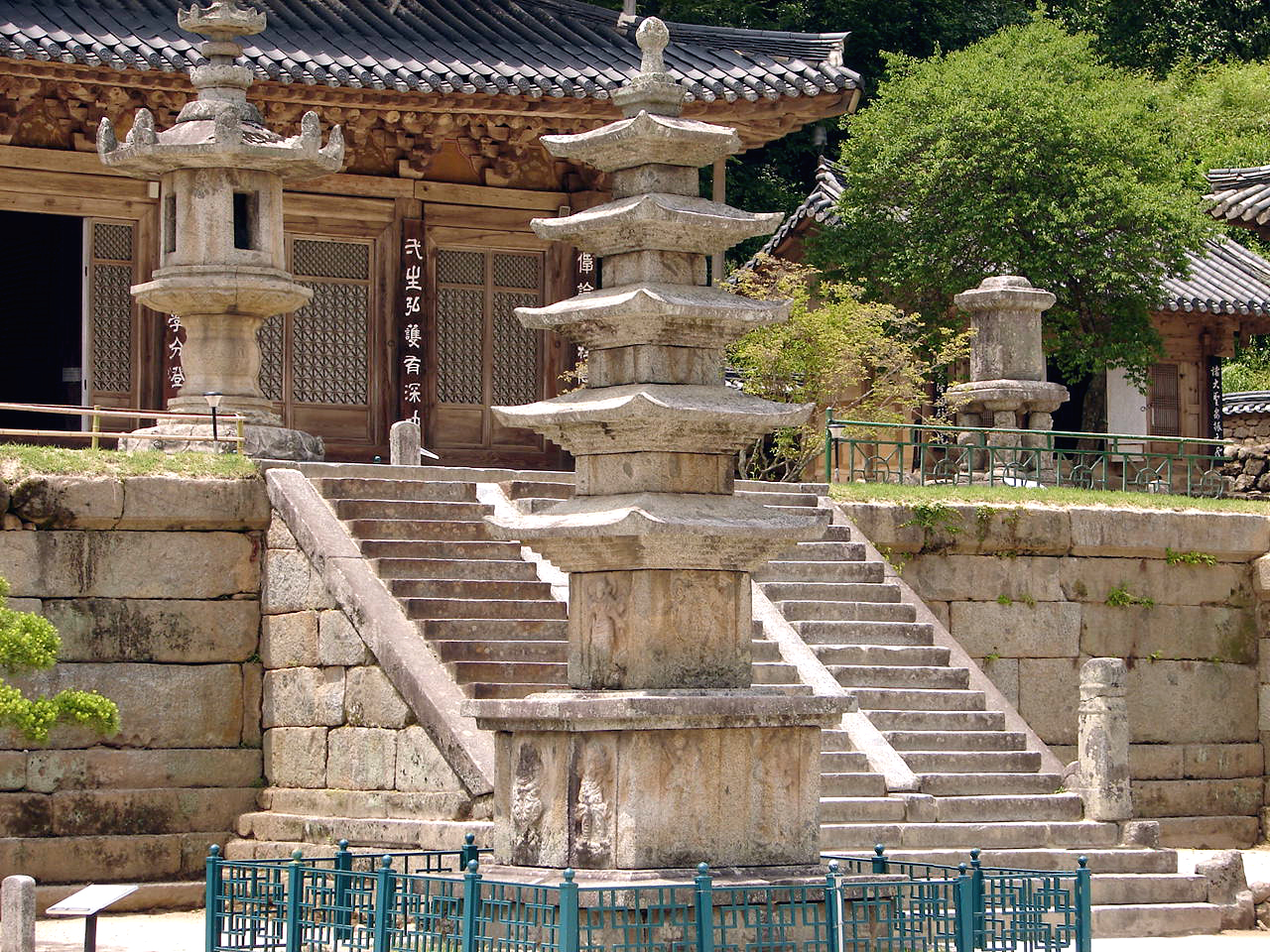
Stupa
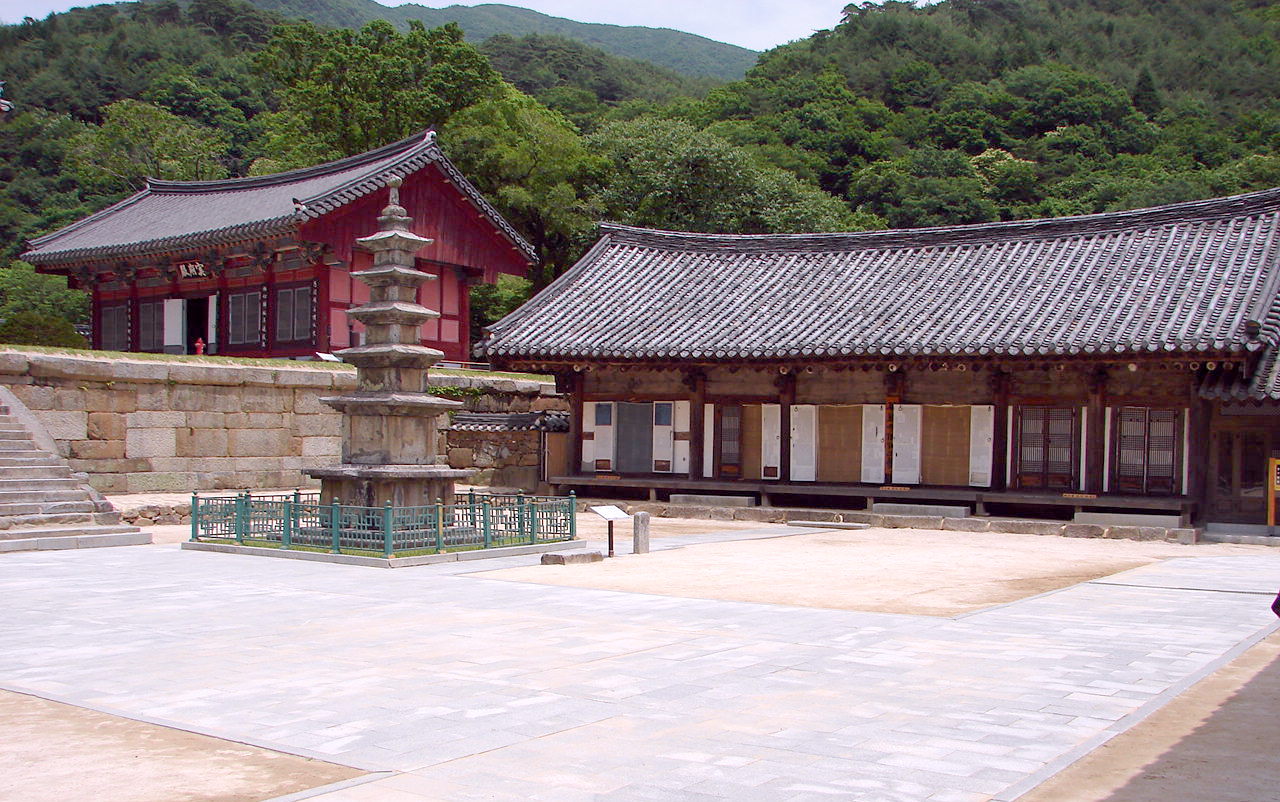
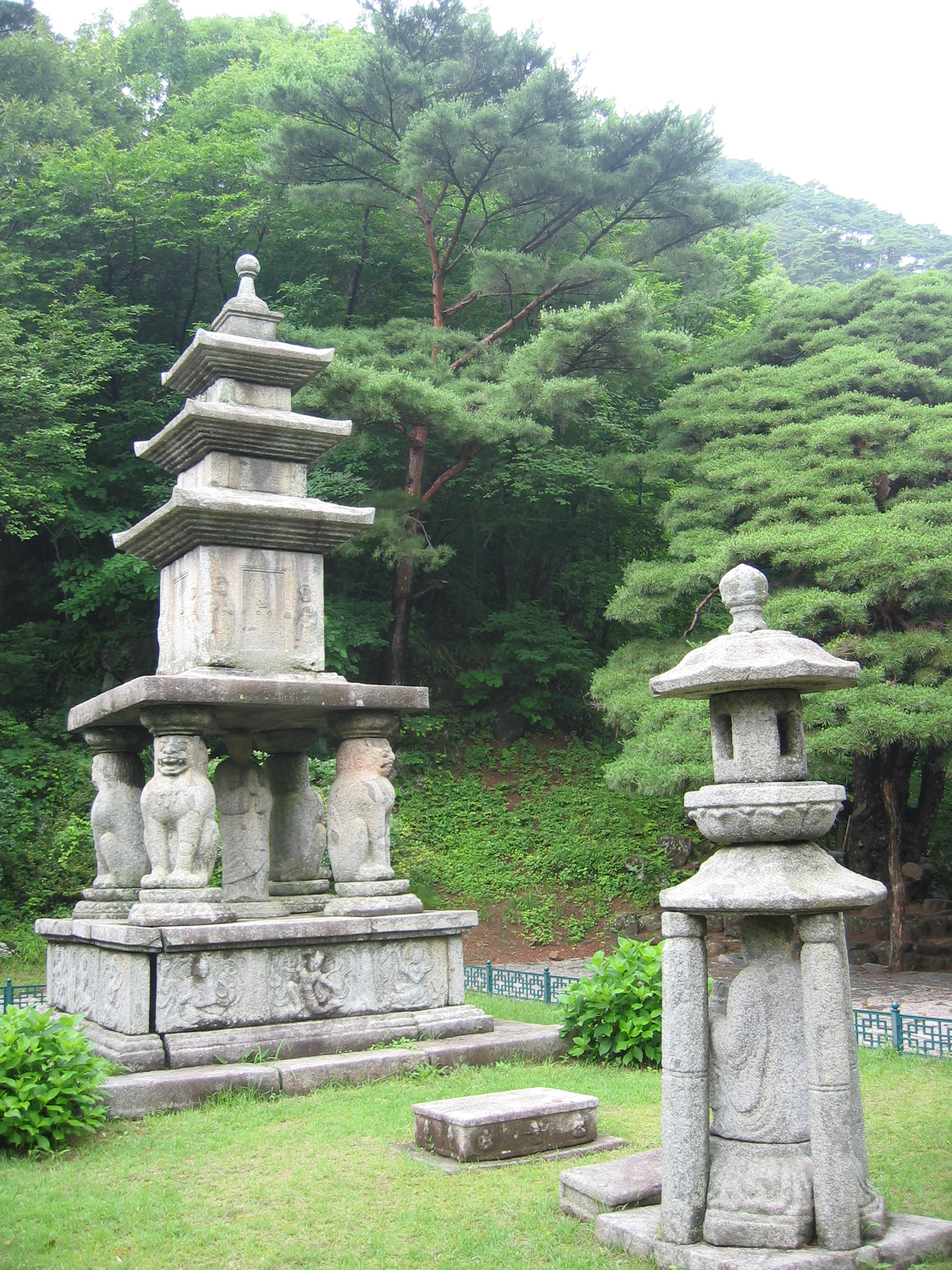
Sarit'ap (Skarb Narodowy nr 35)
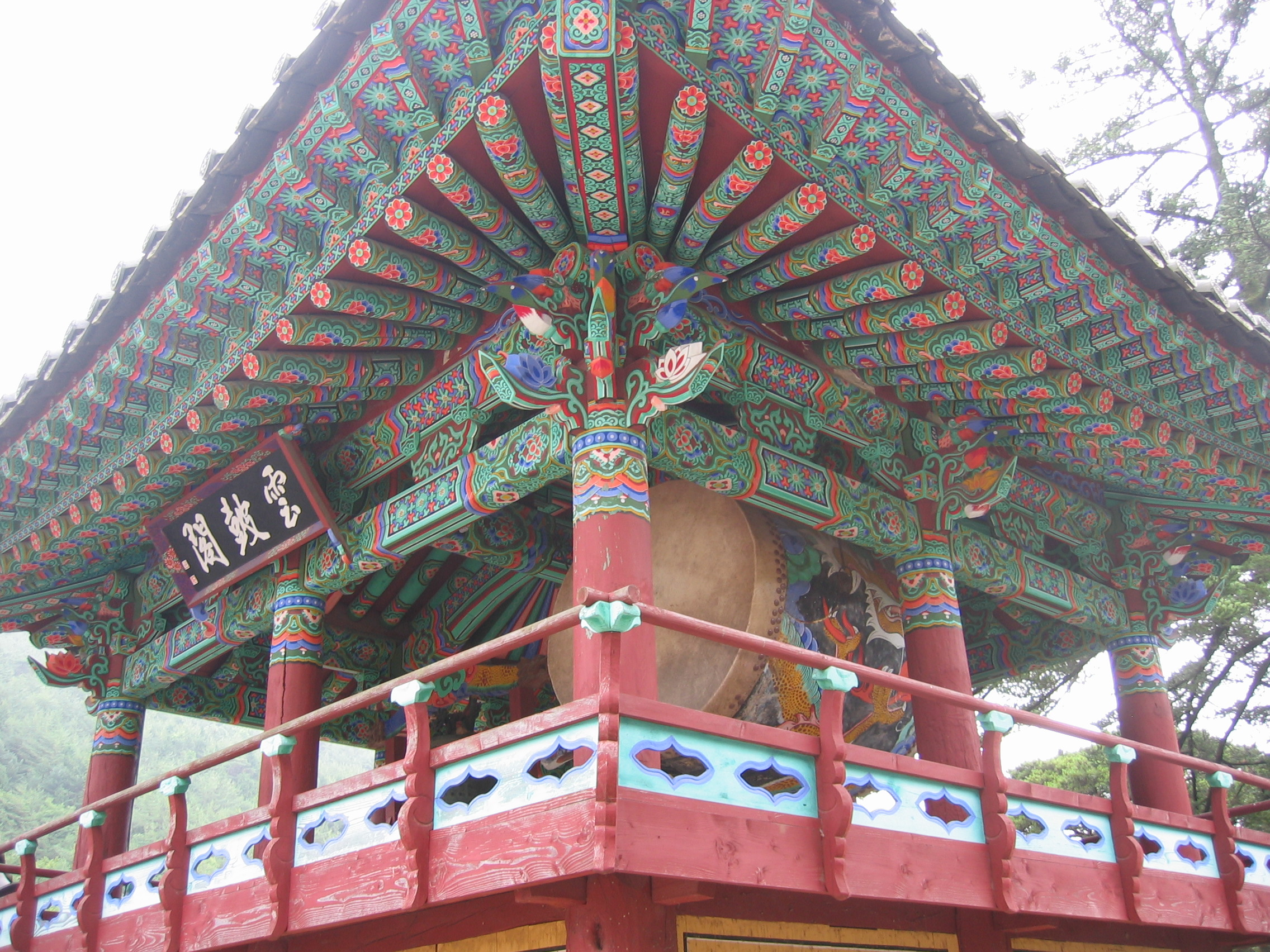
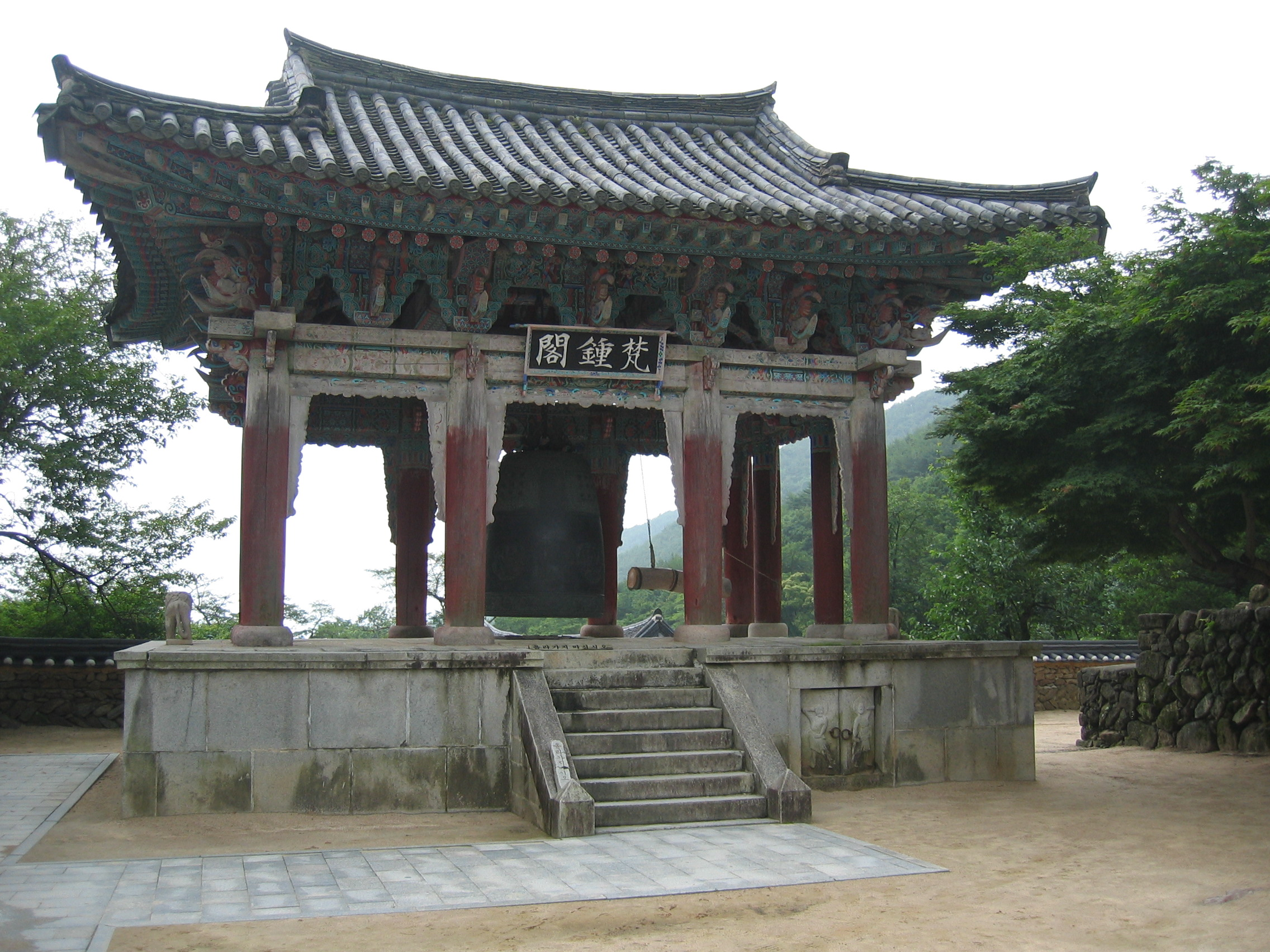
Dzwon
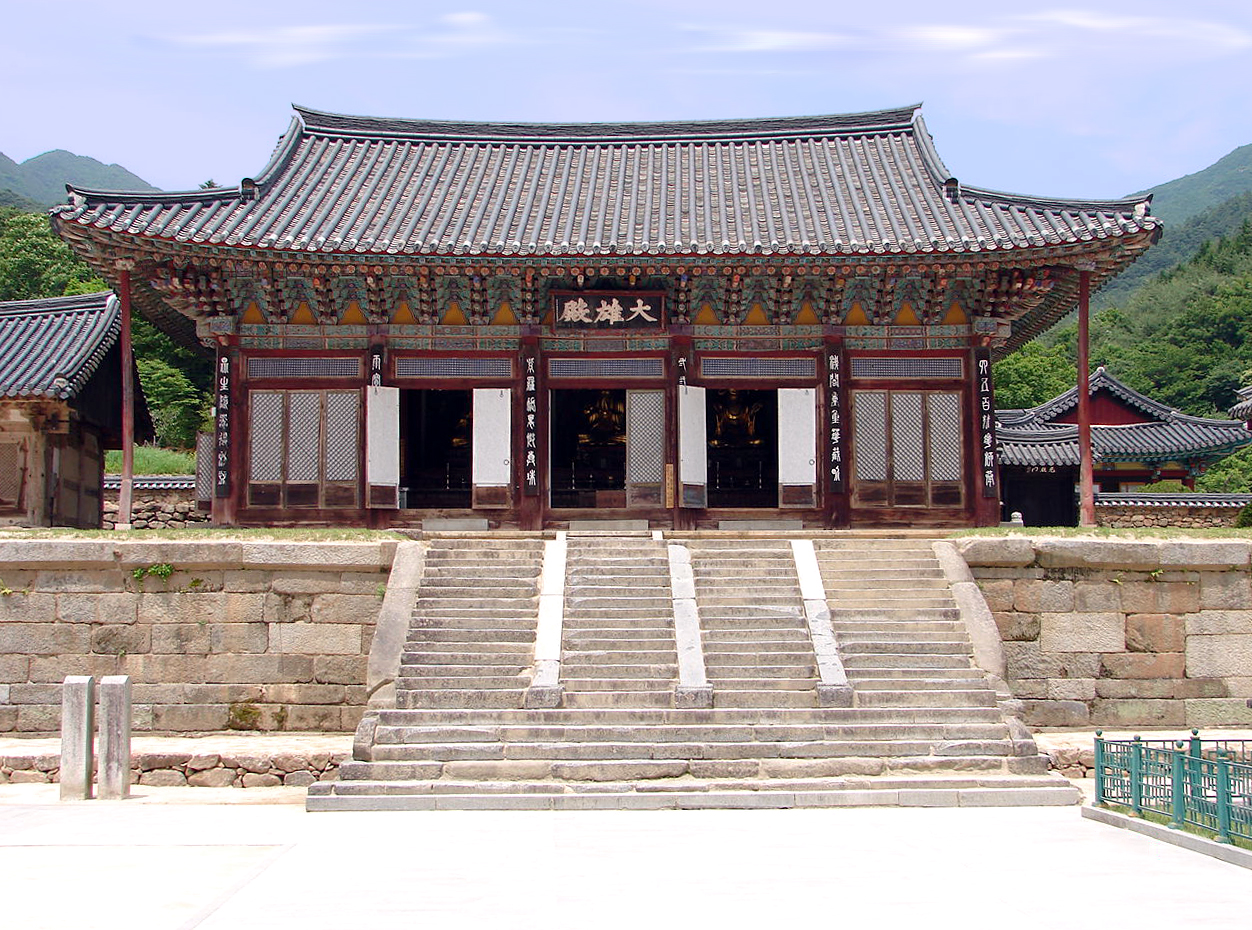
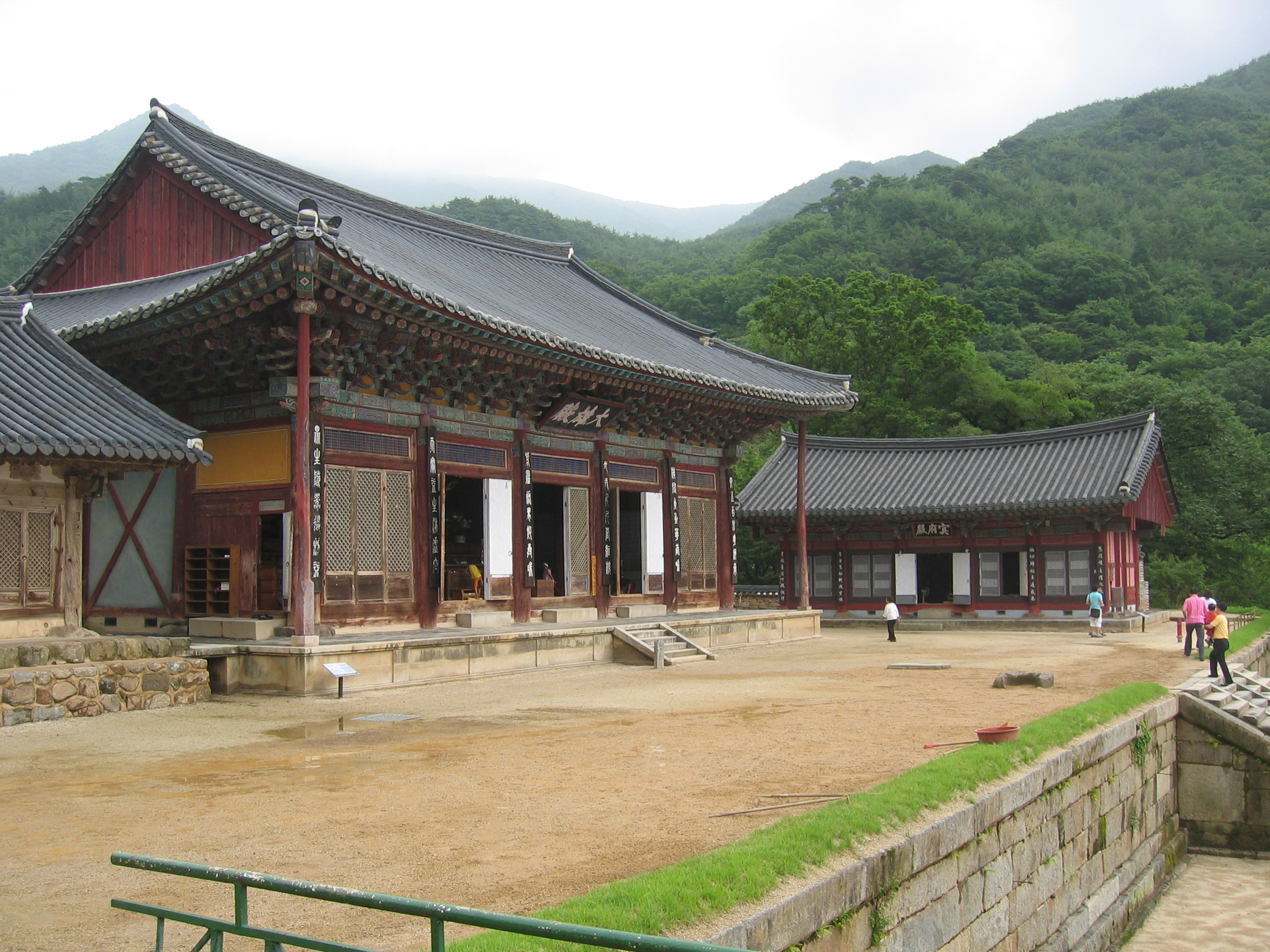
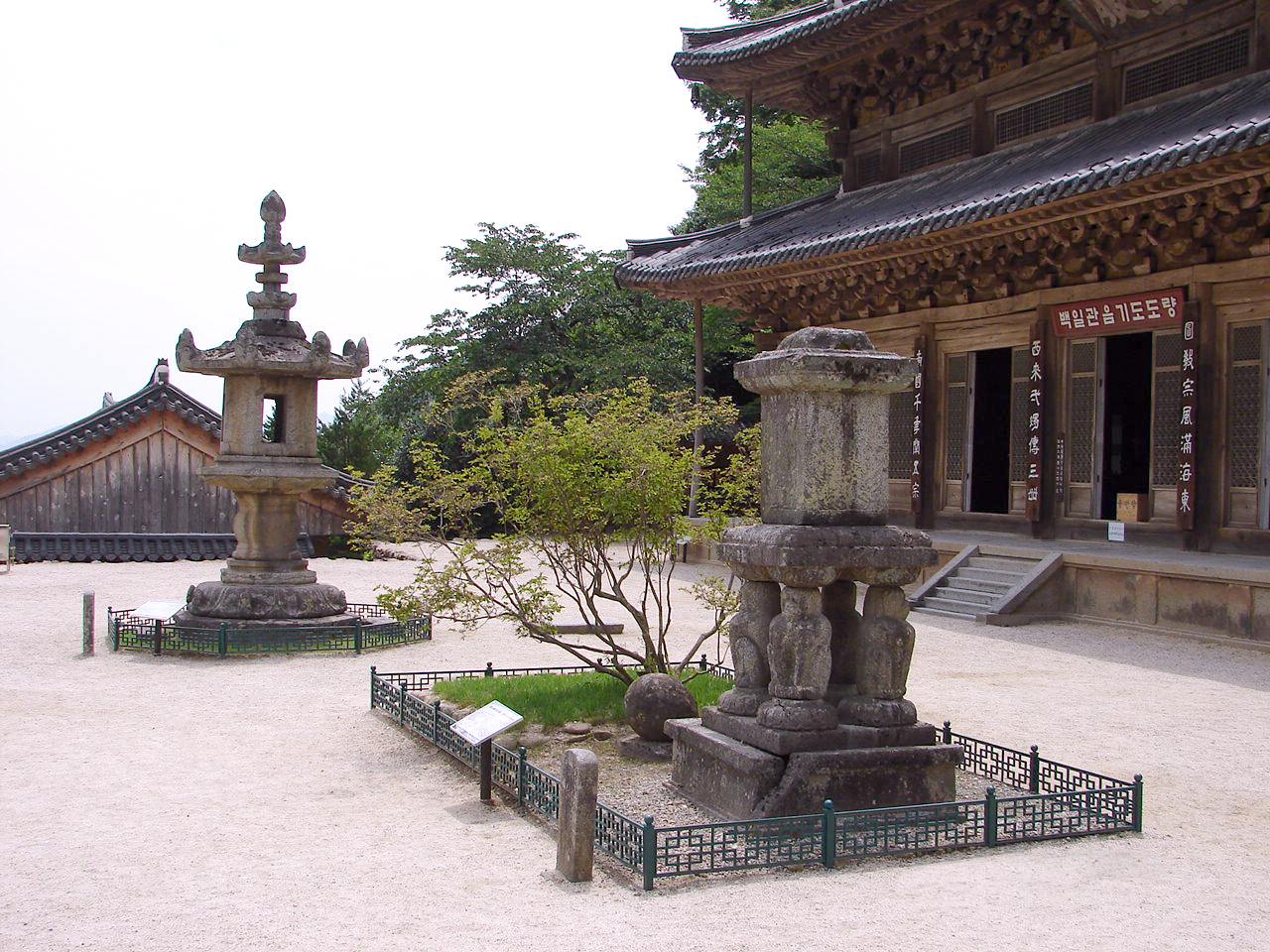
Latarnia (Skarb Narodowy nr 12)
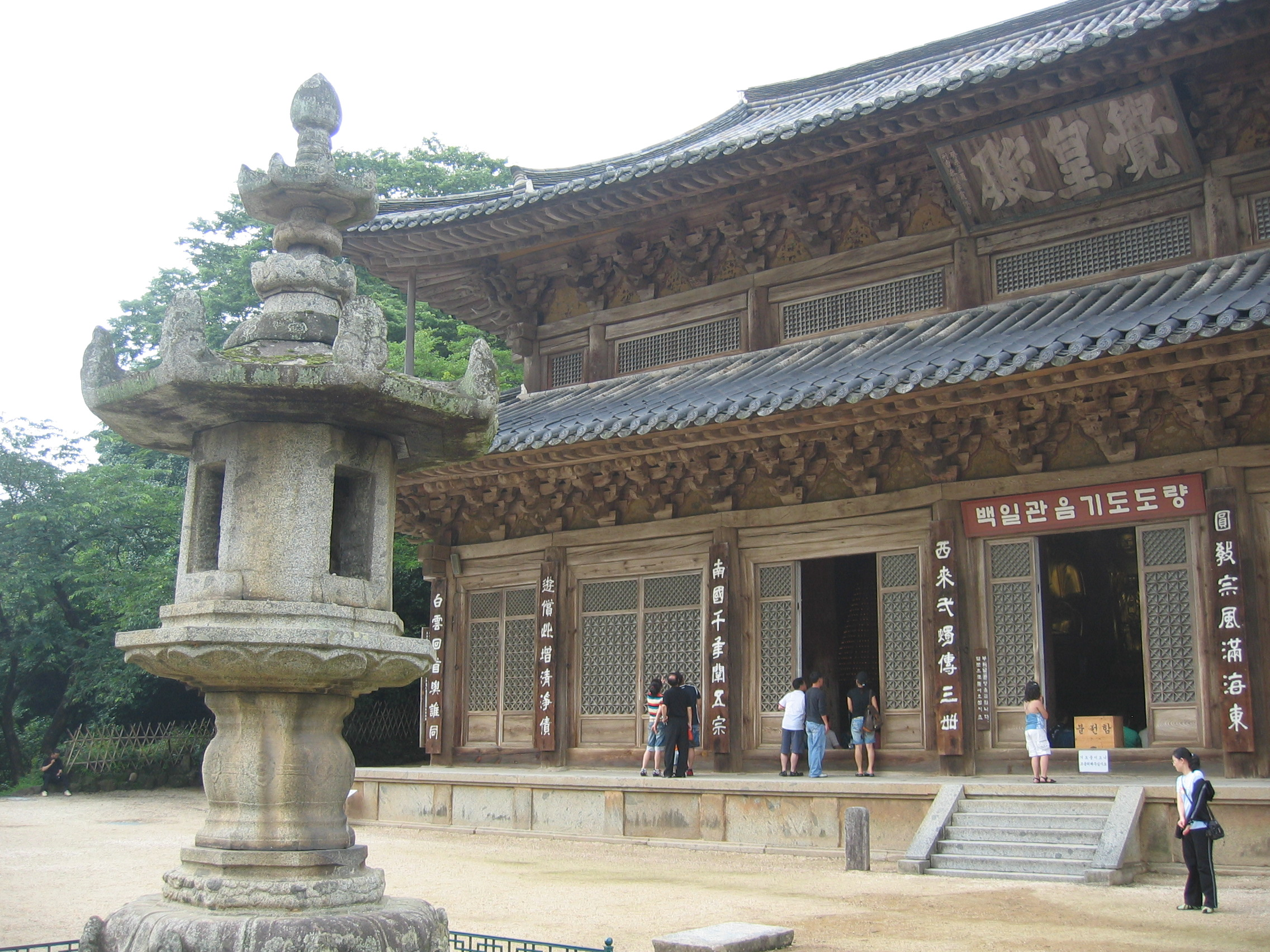
Latarnia
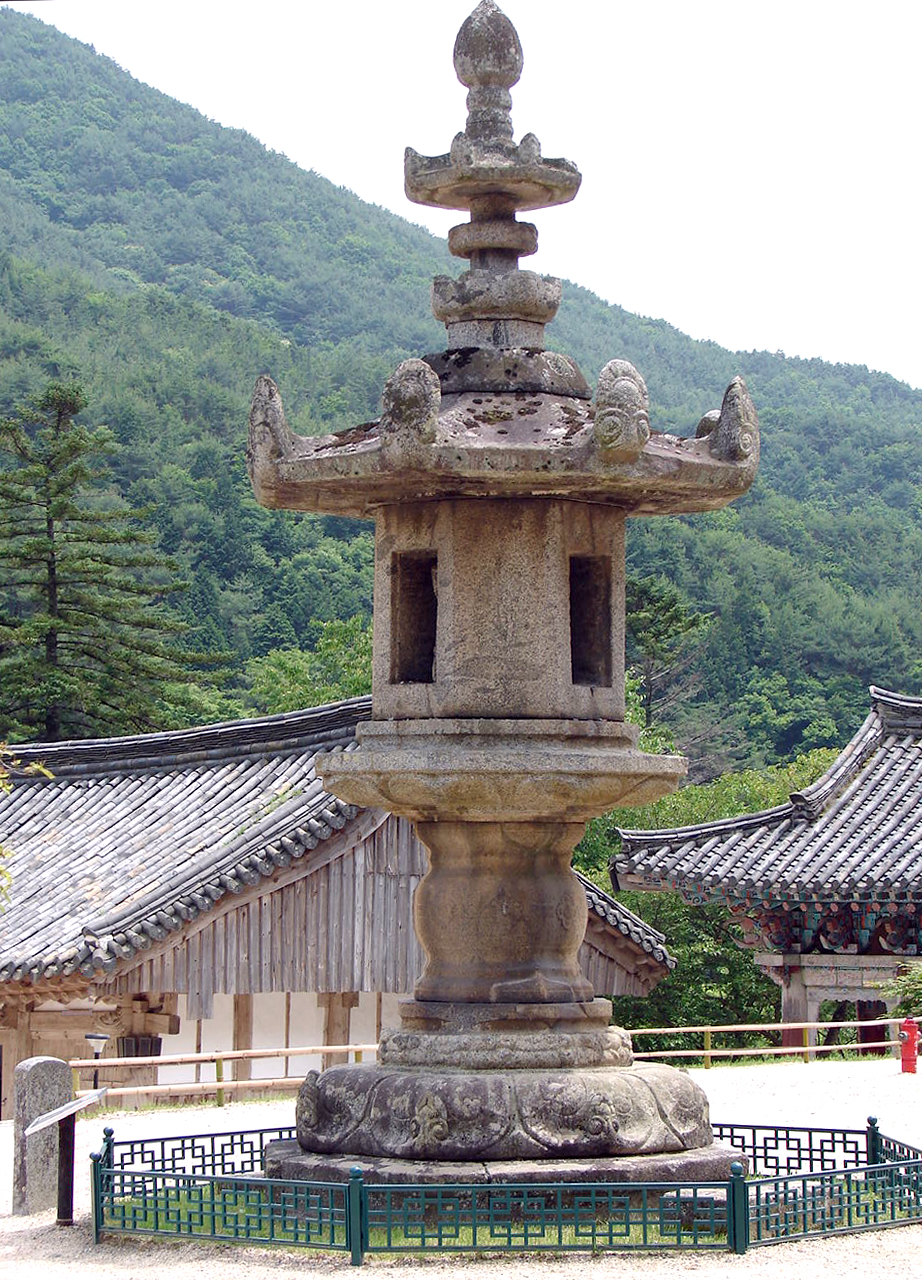
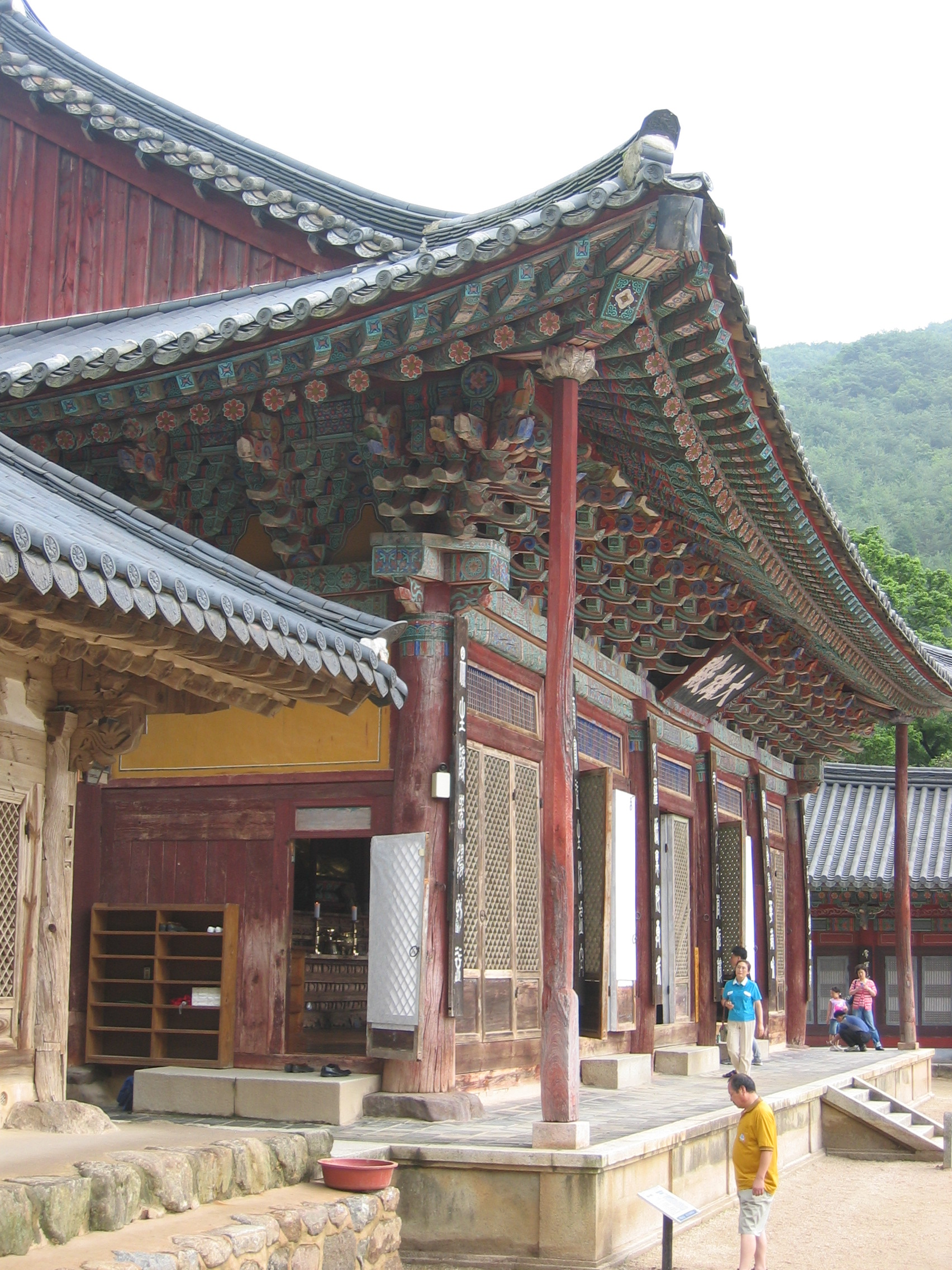
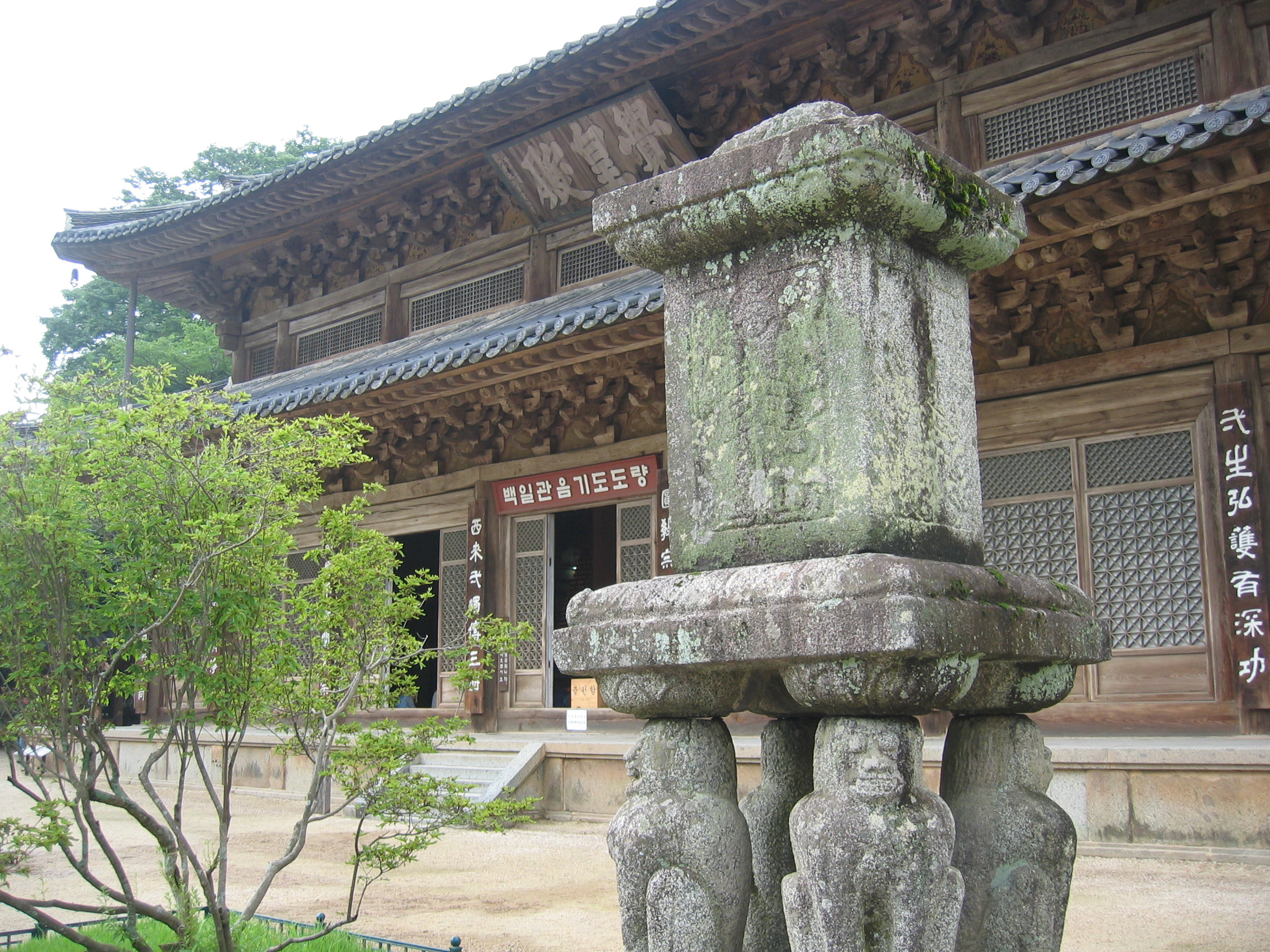
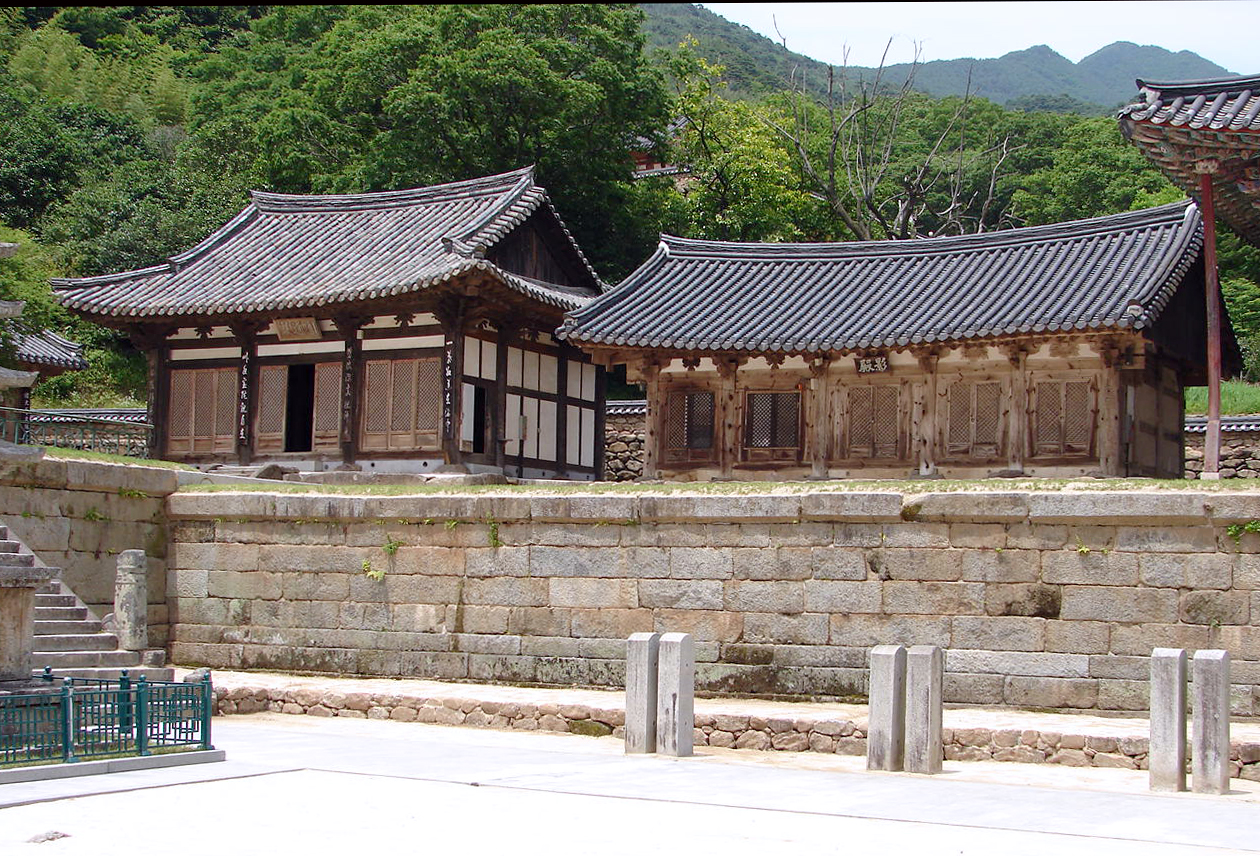
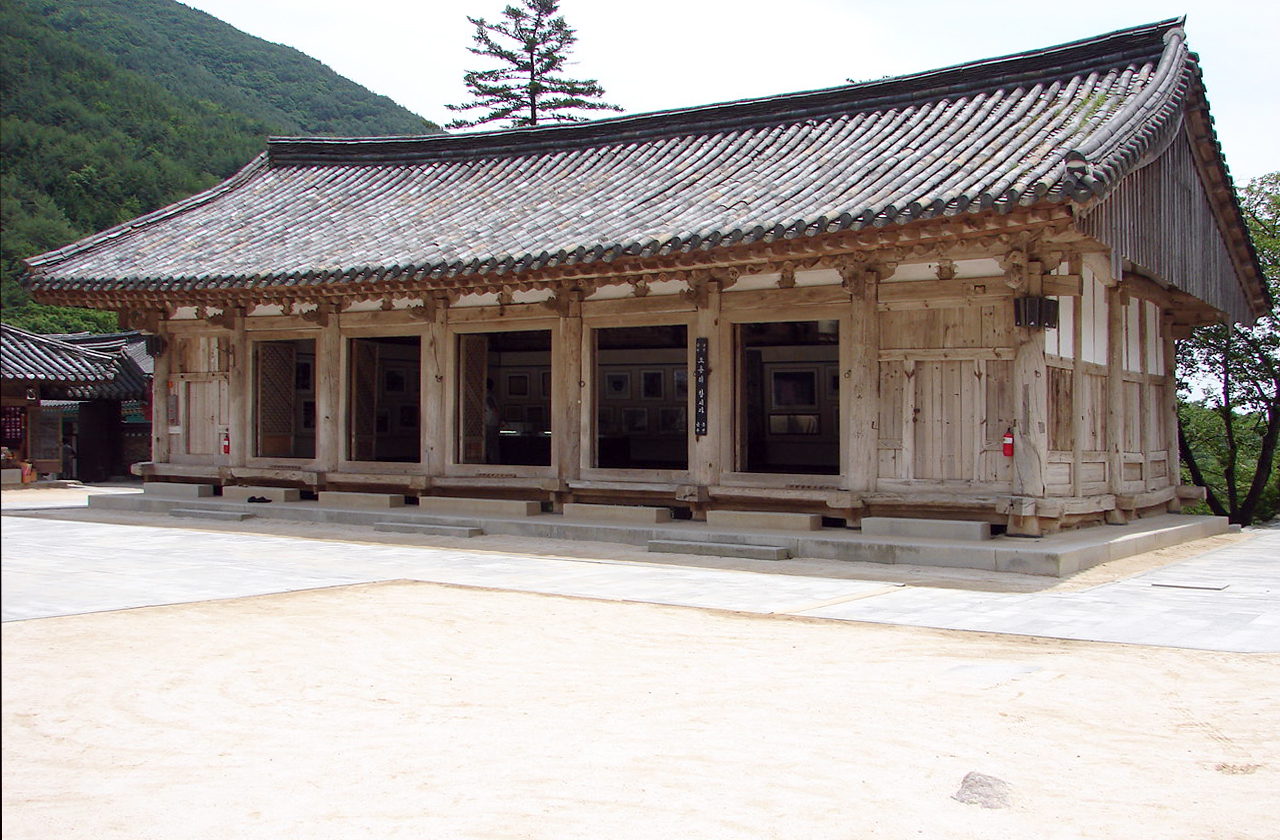
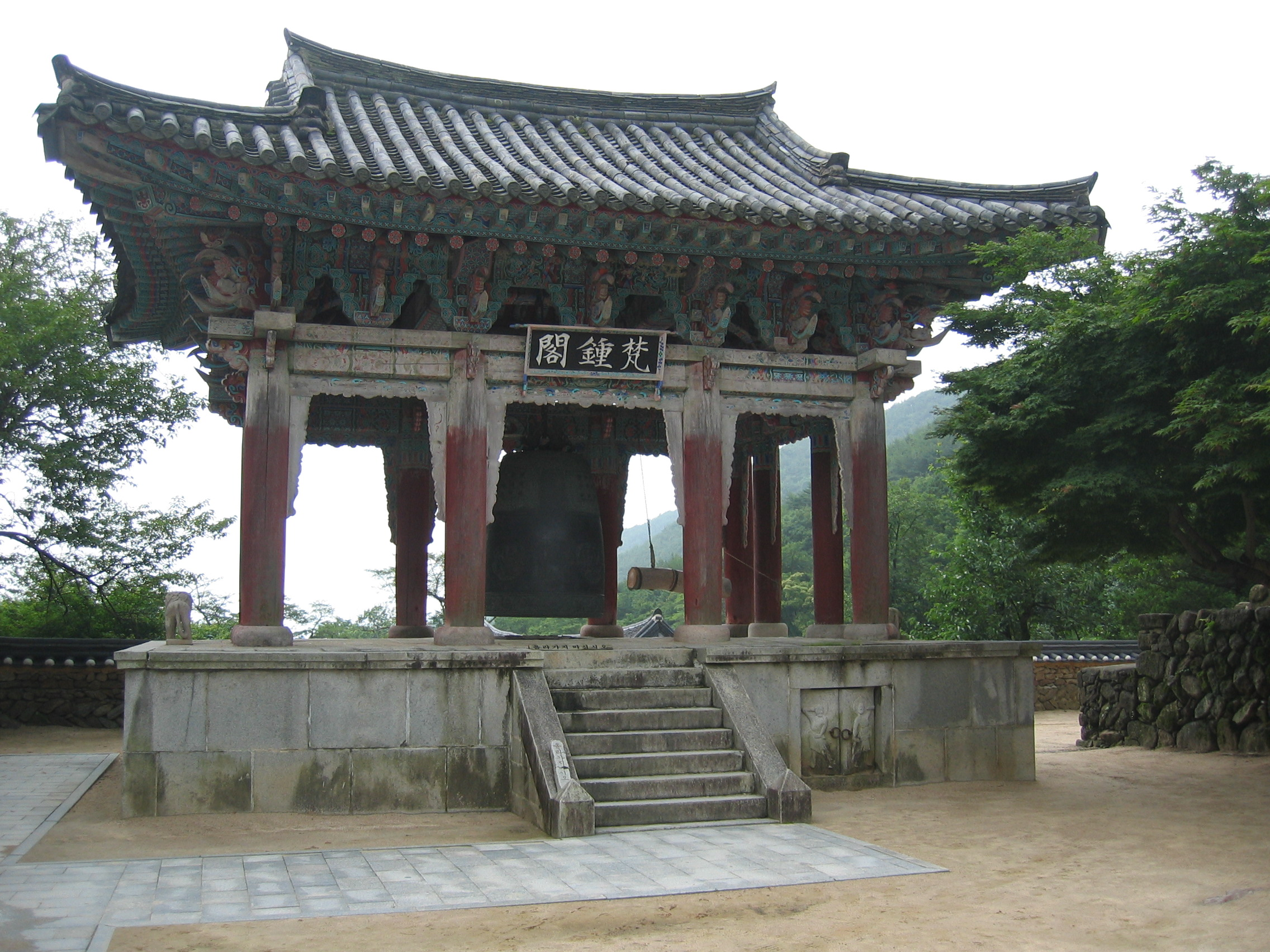
Wieża (pawilon) dzwonu
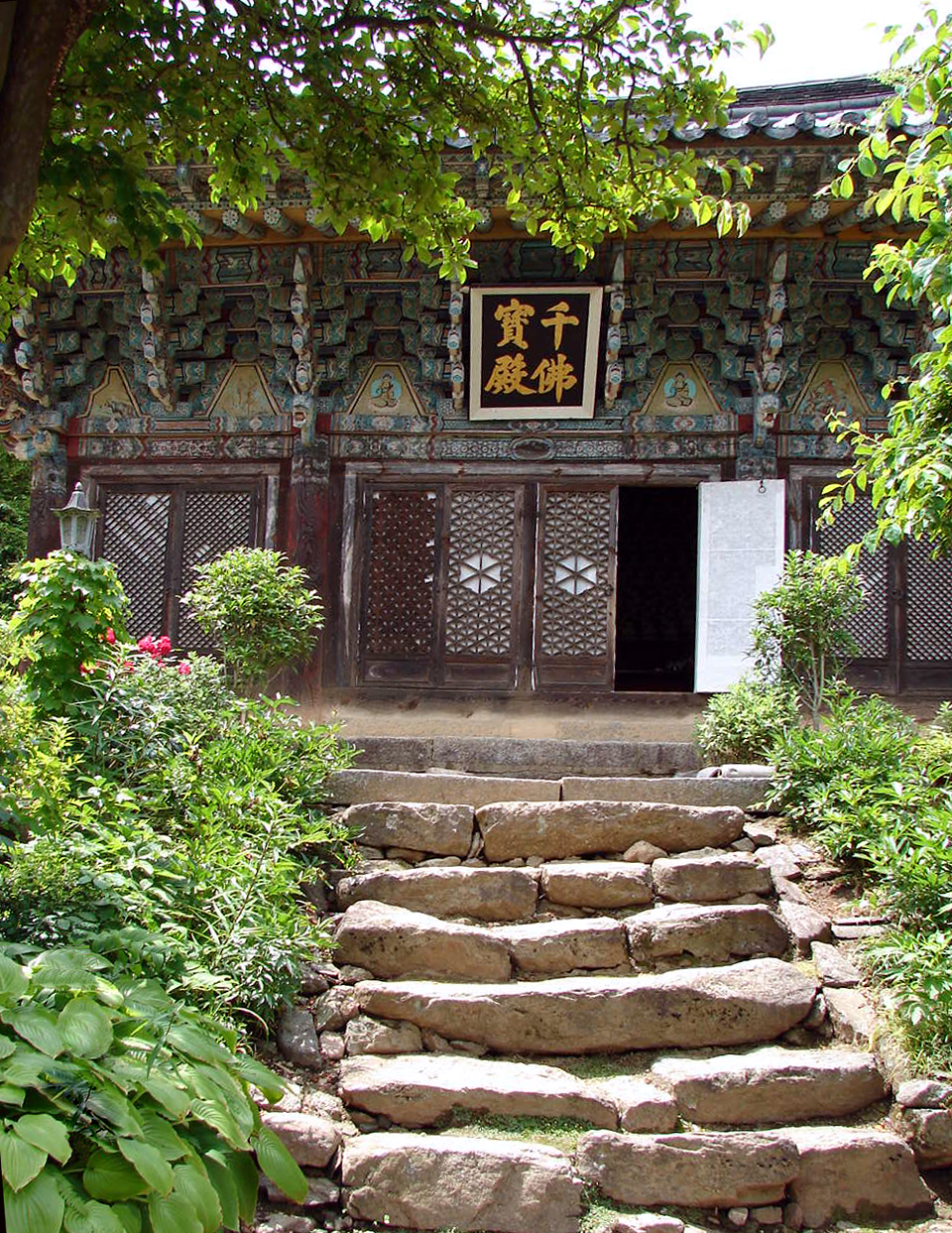
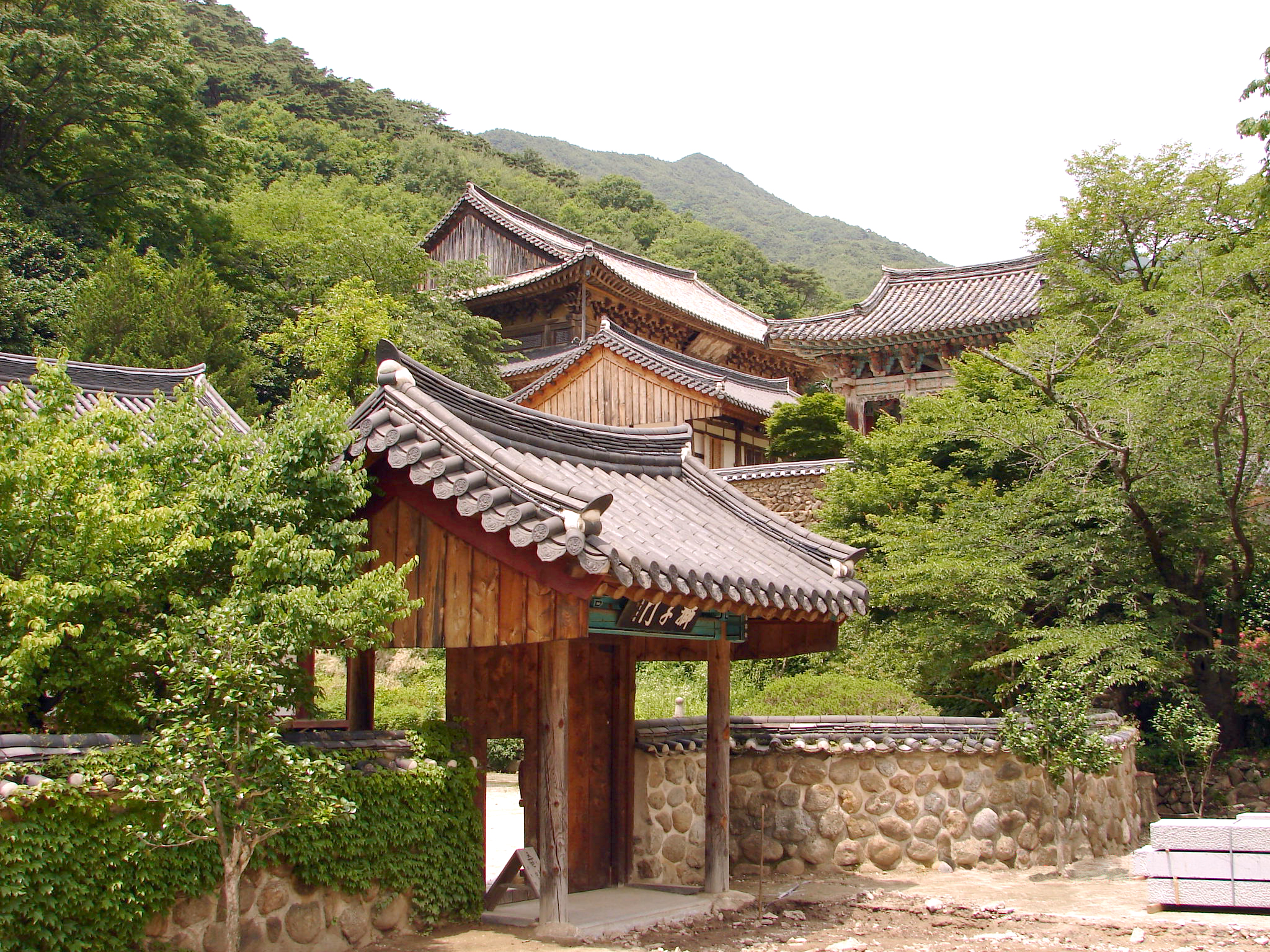
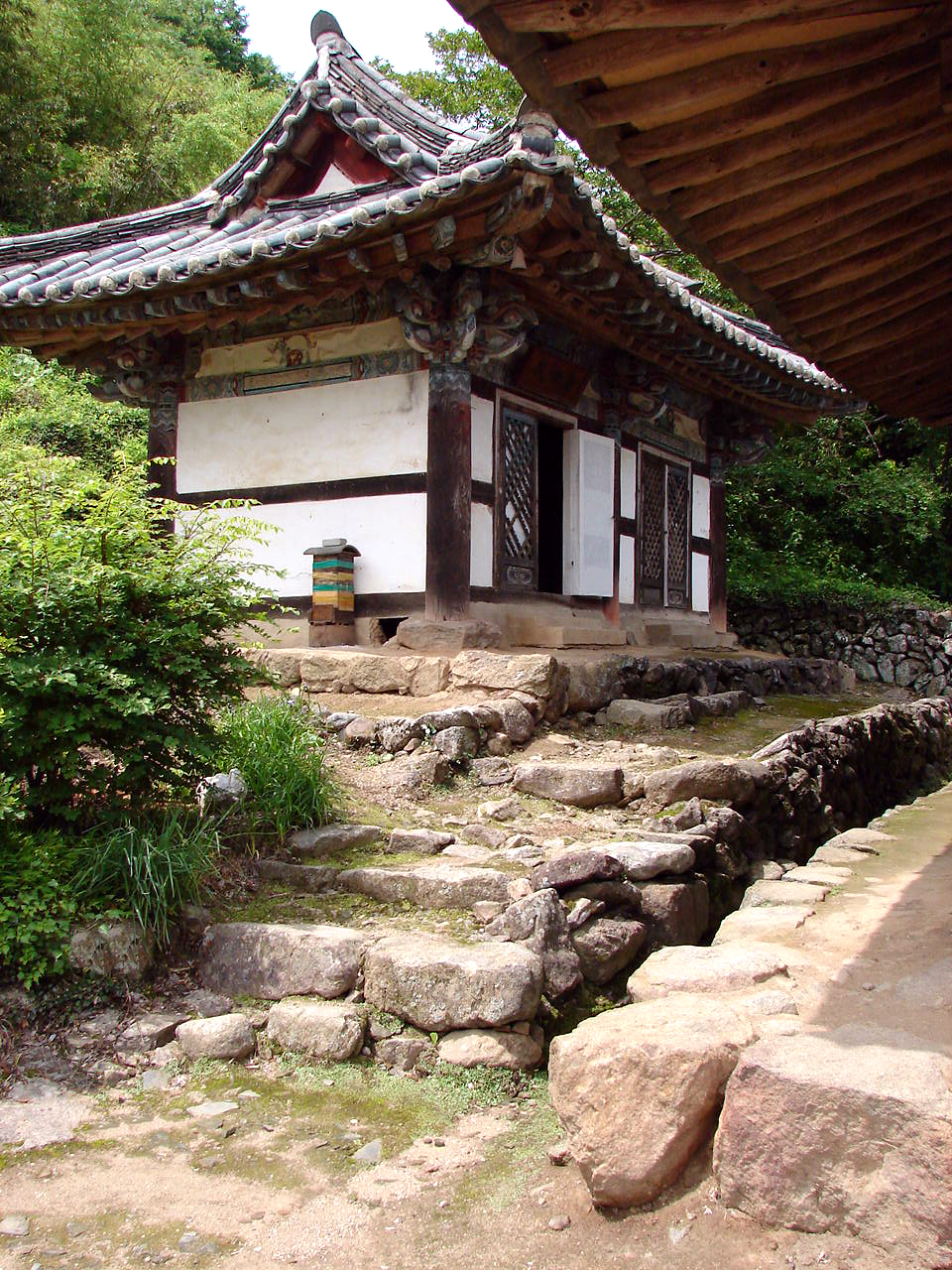
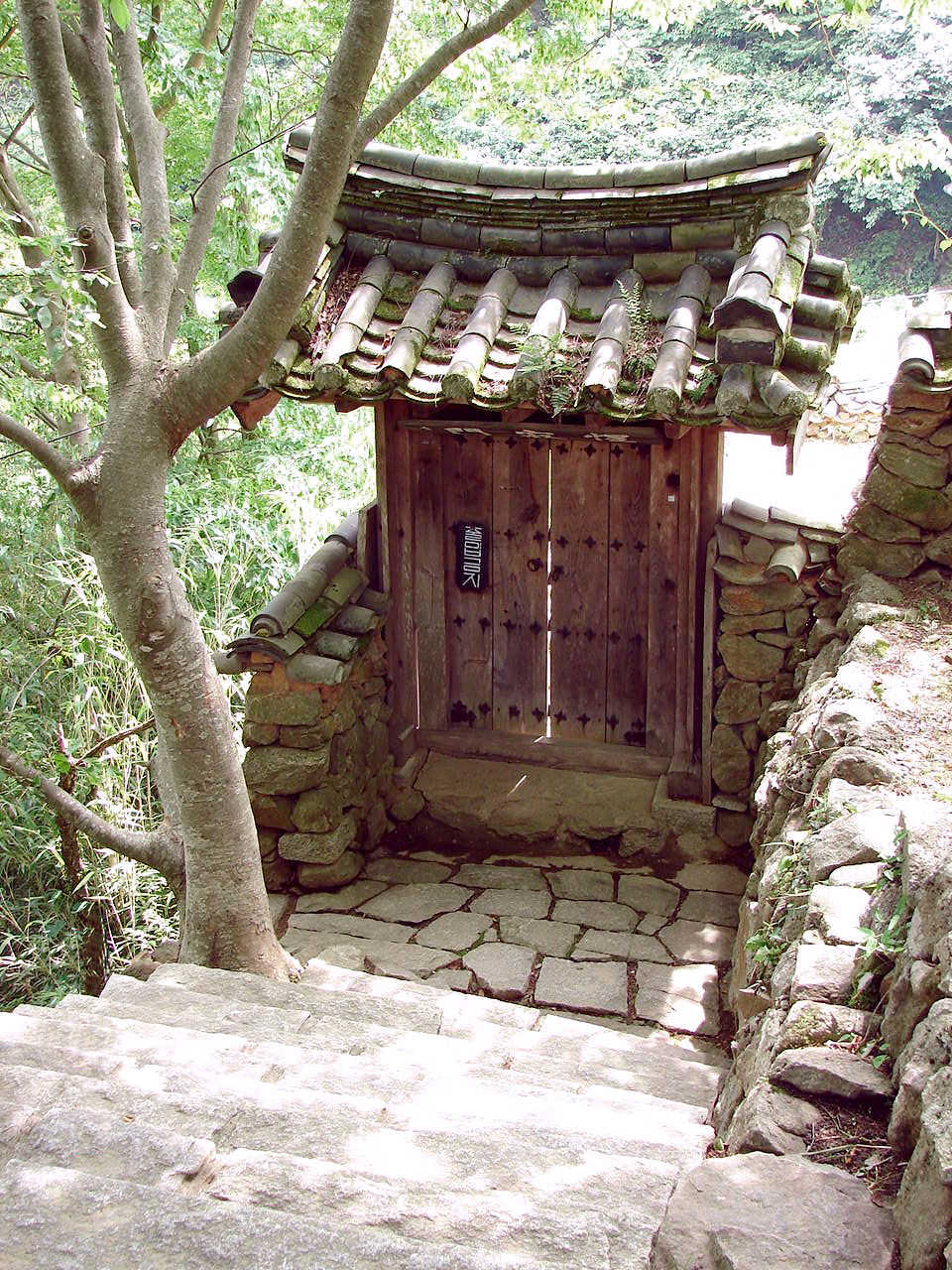
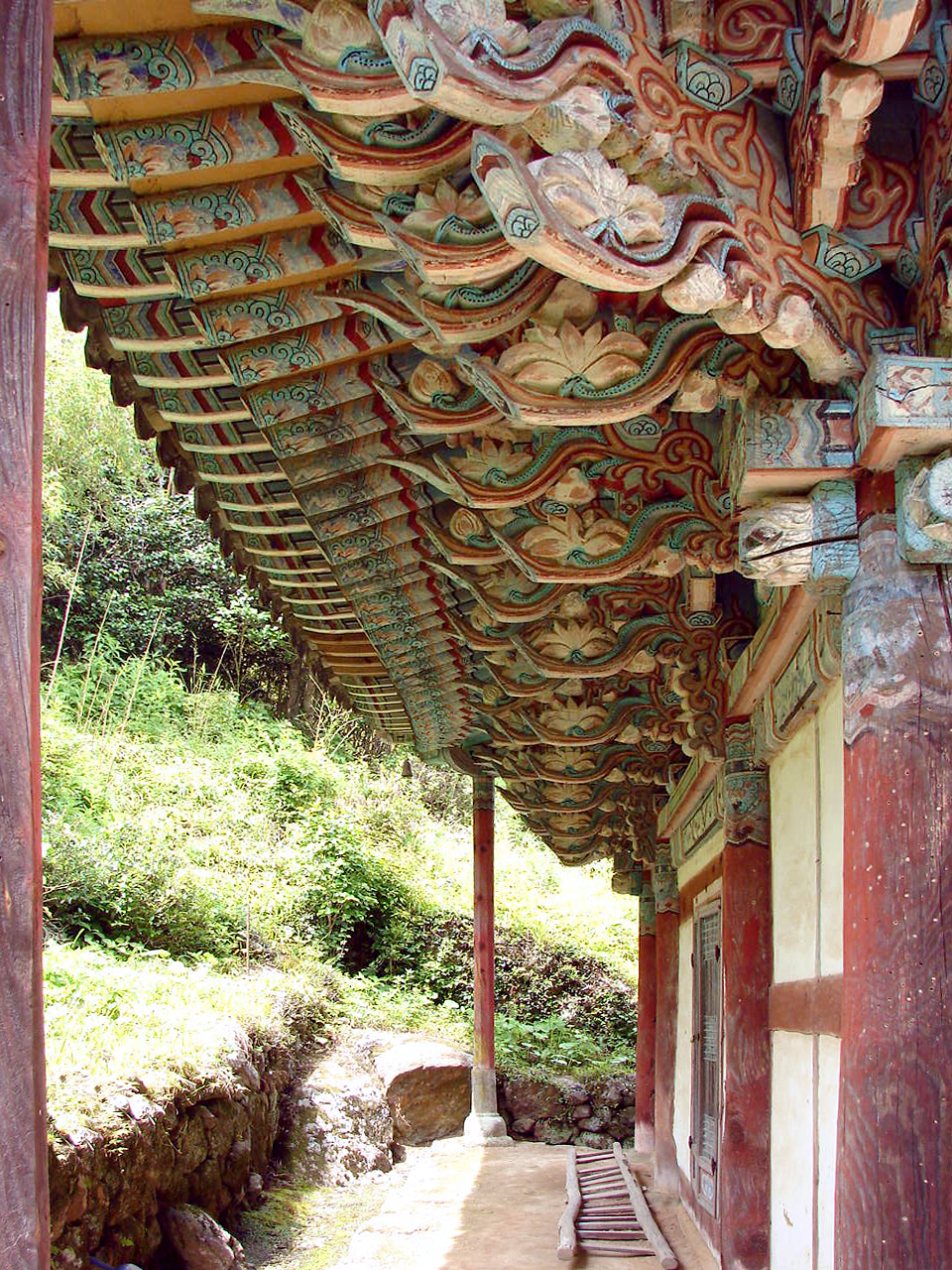
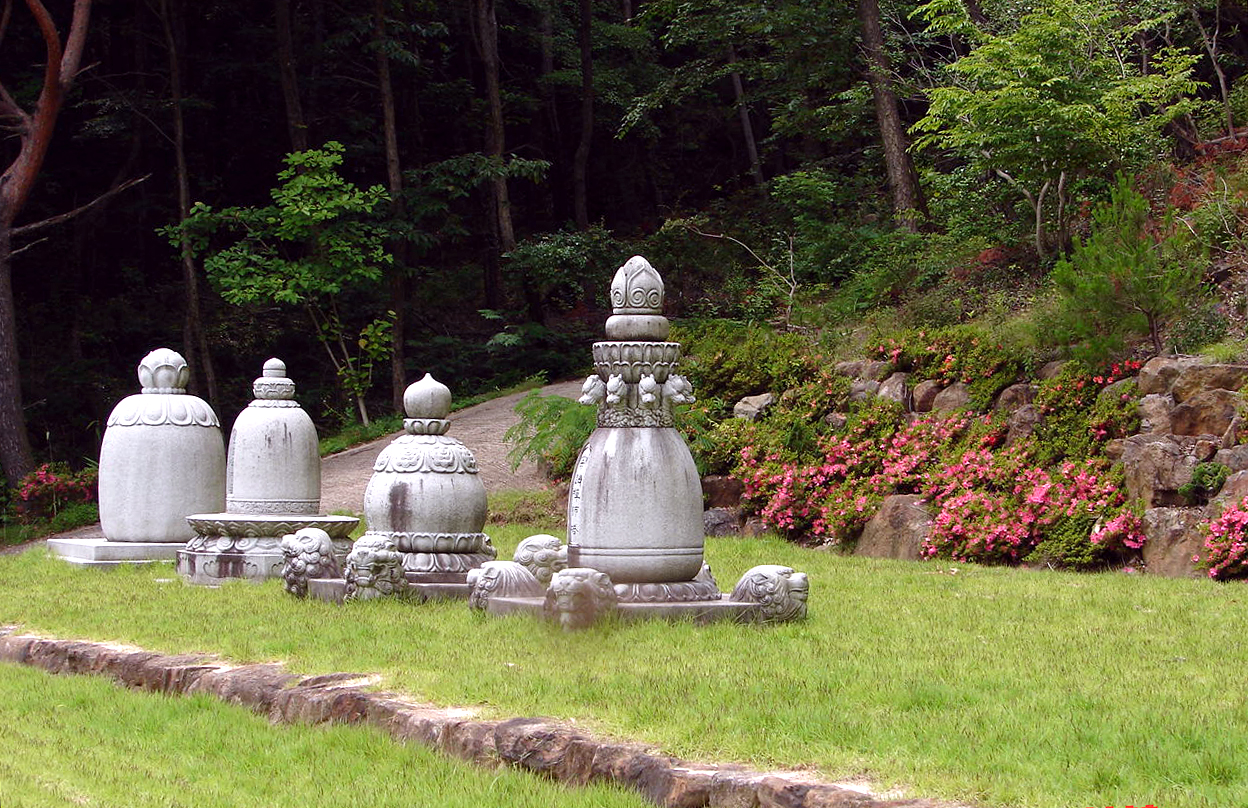
Stupy
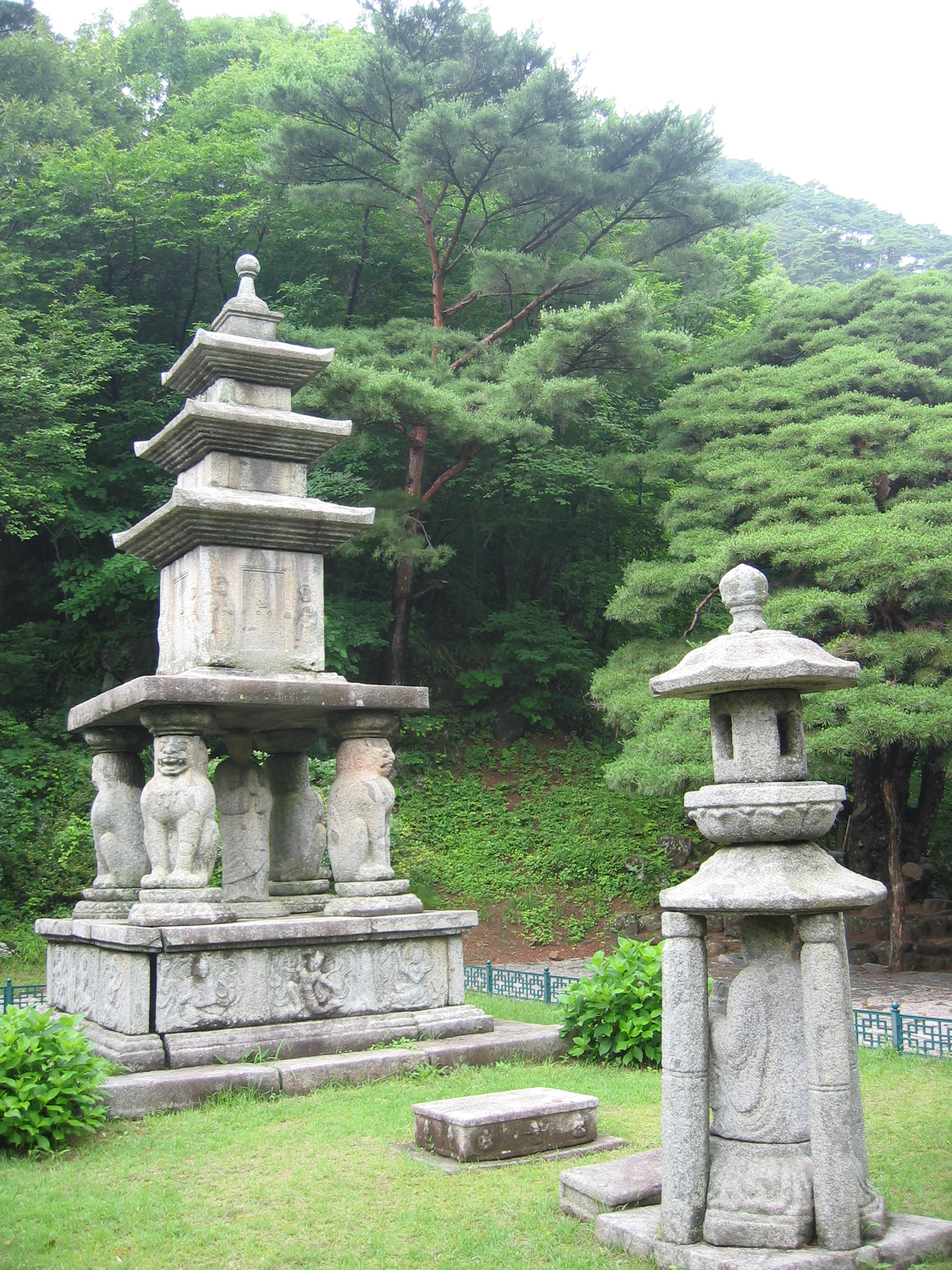
Stupy
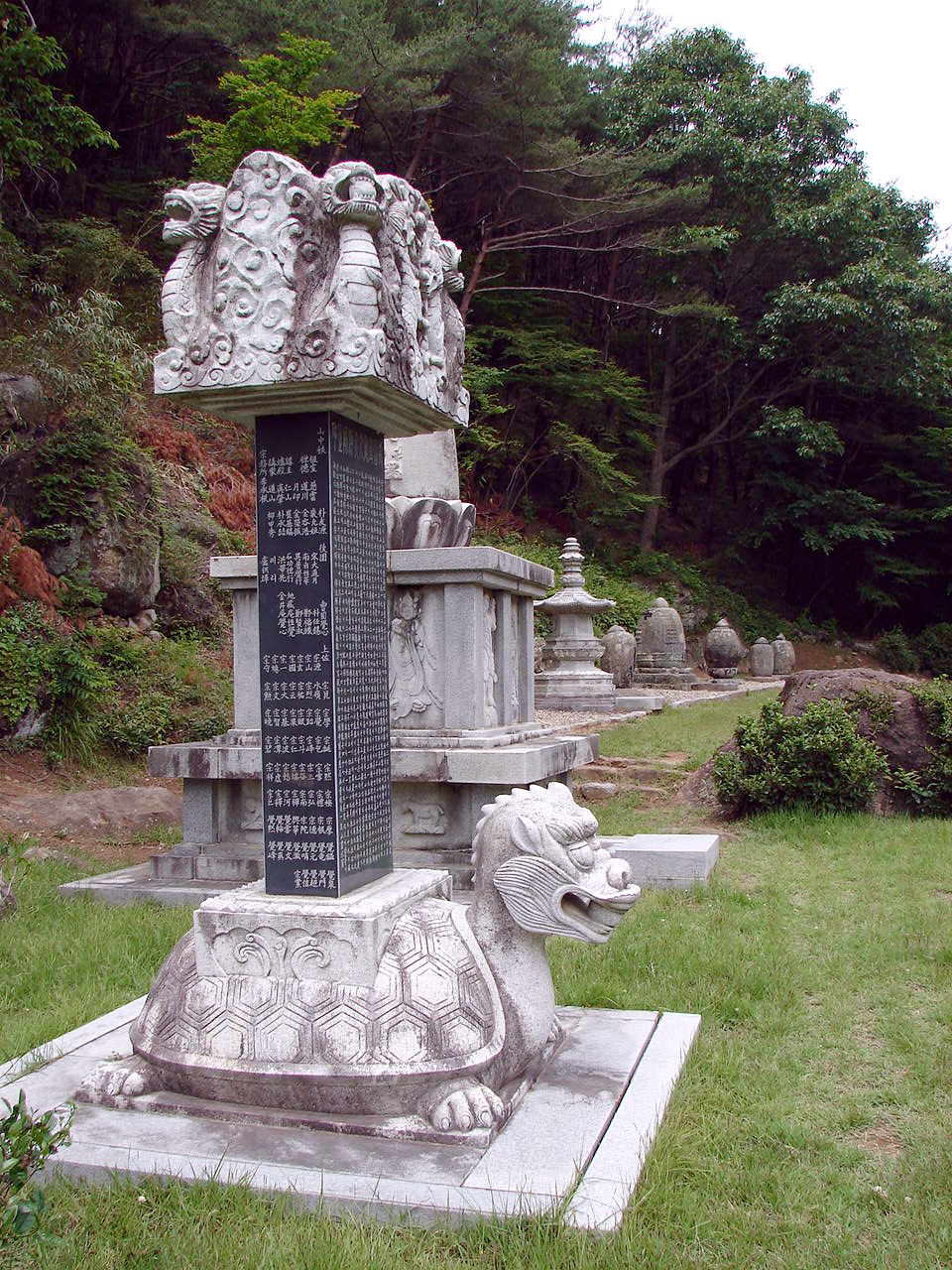
Stela i stupy
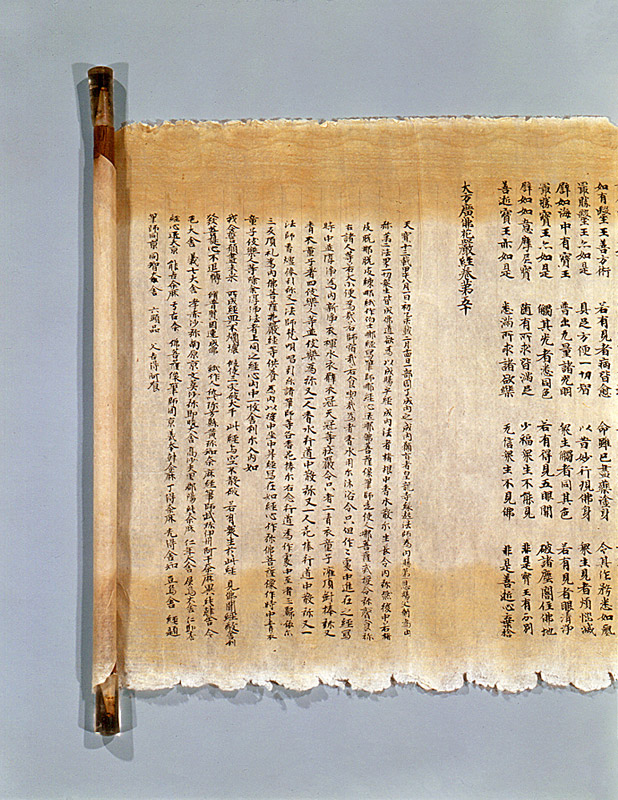
Avatamsaka Sutra – tusz na białym papierze (Skarb Narodowy nr 196)
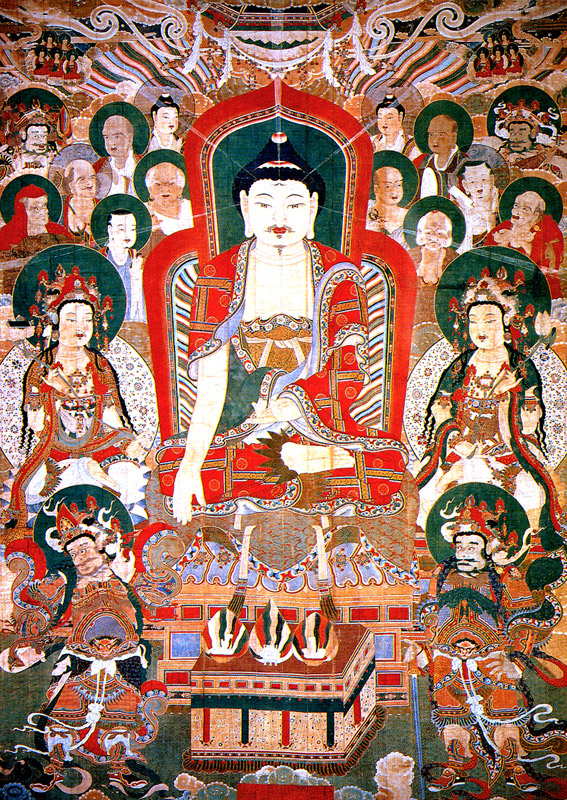
Zgromadzenie na Górze Sępa (Skarb Narodowy nr 301)
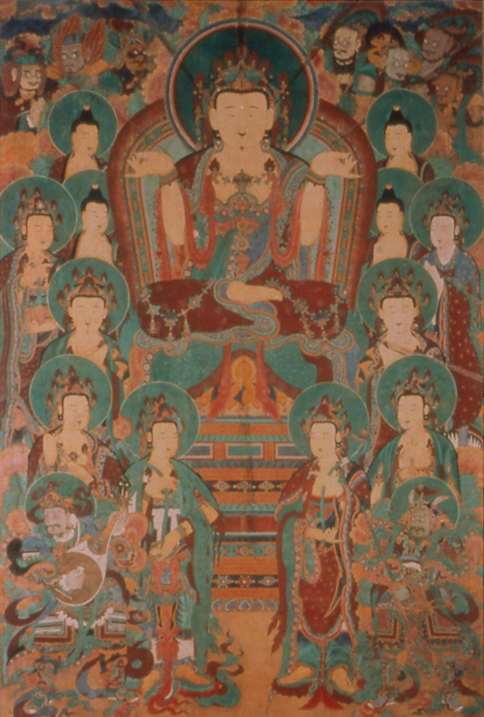
Ołtarzowe malowidło Roczany (Skarb nr 1363)
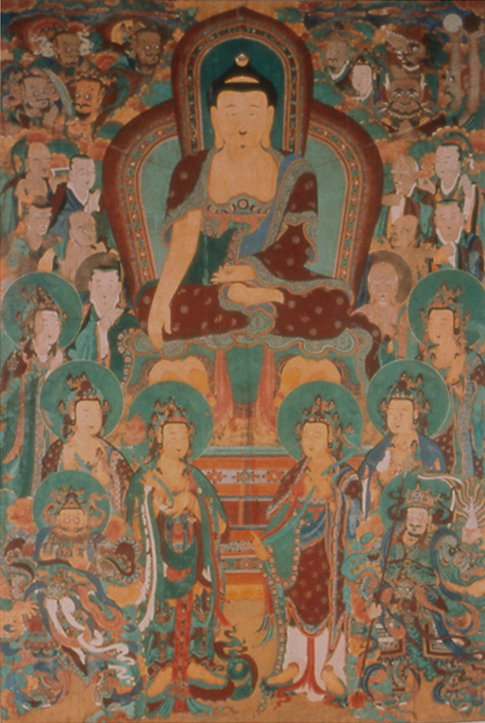
Ołtarzowe malowidło Siakjamuniego (Skarb nr 1363)
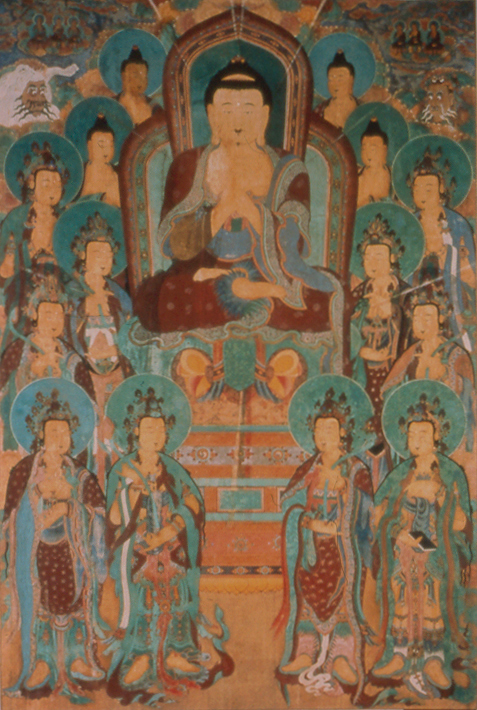
Ołtarzowe malowidło Wairoczany (Skarb nr 1363)